# Andreas Helfer
Andreas Oswald Franz Helfer (* 1958 in Münster, Westfalen) ist ein deutscher Maler, Grafiker und Objektkünstler.

## Leben und Werk

### Studium und Schaffen
Andreas Helfer malte in seinem Frühwerk sowohl mit Tusche, Aquarellfarben, Ölfarben als auch mit Lackfarben.  Außerdem schuf er ein umfangreiches grafisches Werk und fertigte zahlreiche Objekte. Seit seinem Malereistudium an der Staatlichen Akademie der Bildenden Künste in Karlsruhe bei Per Kirkeby (1981–1986; Meisterschüler1985) wendet er in seiner Malerei ausschließlich die altmeisterliche Mischtechnik der Eitempera an.
Andreas Helfer lebt und arbeitet in Berlin.

### Integrative Malerei
1982 verfasste Andreas Helfer ein Manifest über seine „Integrative Malerei“. Dabei geht es einerseits um das Prinzip der Individuation, das für sich Sein des Einzelnen oder einer Gruppe von Gegenständen. Andererseits thematisiert er die Verbindungen alles Einzelnen mit anderem Einzelnen. Andreas Helfer artikuliert seine Einsicht in die unendliche Vielheit und den Gesamtzusammenhang von Wirklichkeit. Die einzelnen Figuren werden als Mikrokosmos in der Fülle des Makrokosmos einander immer nur relativ entgegengesetzt. Sucht man von einzelnen Figuren oder -gruppen den Zusammenhang mit dem Ganzen, so entdeckt man immer neue, weil prinzipiell offene und veränderlich interpretierbare Strukturen. Dementsprechend sind einzelne Symbole stets mehrdeutig und nie eindeutig interpretierbar. Andreas Helfer entfaltet ein Bild von der Welt, das sich deutlich von überlieferten Sichtweisen der Wirklichkeit unterscheidet.

### Malzyklus Hans Baldung Grien
Mit seinen Übermalungen sucht Andreas Helfer seit 1982 die Konversation mit dem grafischen Werk von Hans Baldung Grien. Anders als z. B. Jörg Immendorffs Interpretationen aus dem Jahr 2000 (Hans Baldung Grien: Nackte Kugelläuferin), bestehen Andreas Helfers Übermalungen von Hans Baldung Griens Vorbildern aus dem Abbild als Grundlage (Hans Baldung Grien: Der behexte Stallknecht), auf die er malerisch komplementär eingeht und antwortet. Dieser Malzyklus besteht aus einer aufeinanderfolgenden Sechsergruppe. 
Alle sechs Bilder beinhalten die gleichen Voraussetzungen in Größe des Bildmotivs, die Übertragung im Siebdruckverfahren, sowie die Leinwandgröße. Das jeweils einzelne Bild bildet ein in sich abgerundeten Kapitel in diesem Kreislauf. Die Abfolge der Sechsergruppe beinhaltet eine in sich geschlossene Geschichte. 
Andreas Helfer passt die grundlegenden Erkenntnisnotwendigkeiten Hans Baldung Griens in Erkenntnismöglichkeiten unserer Zeit ein. Somit verleihen Andreas Helfers Übermalungen eine ganz neue, erstmalige Sichtweise auf das grafische Werk von Hans Baldung Grien.

### Objekte
Einen bedeutenden Bestandteil seines Schaffens bilden seit 1984 vielschichtige Objekte: Fundstücke und ihre vielseitigen Erzählstrukturen werden in neuen Verbindungen zu neuen Erzählstrukturen zusammengefügt. 
Aus diesen kombinierten Beziehungen bilden sich vielseitige erzählerische Spannungen zwischen Form und Sinn.

### Preise
1985 erhielt Andreas Helfer den Förderpreis des Westfälischen Kunstvereins Münster, 1986 den Förderpreis der Stadt Dortmund und 1989 den des Landes Berlin.

## Ausstellungen (Auswahl)
- 1982: Oberrheinisches Dichtermuseum, Karlsruhe
- 1983. „Malerei und Malaktion“, Städtische Bühnen, Münster
- 1985: Förderpreis, Westfälischer Kunstverein, Münster
- 1986: Kunstpreis der Stadt Dortmund, Ostwall Museum, Dortmund
- 1988: Kunstverein Unna
- 1989: „Übermalungen zu Arbeiten von Hans Baldung Grien“, Ostwall Museum, Dortmund
- 1990: Objekte, Galerie januar, Bochum
- 1991: „Kettenbild“, Kunstverein Herford
- 1991: Malerei/Objekte, Städtische Galerie, Kaarst
- 1991: „Weltbilder“, St. Matthäus-Kirche, Berlin
- 1991: „Lebensspuren“, Karlsruhe/Stuttgart
- 1992: „Übermalungen zu Arbeiten von Hans Baldung Grien“, Hospitalhof Stuttgart
- 1993: „Kunst und Norm“, DIN Berlin
- 1996: „Pleinair-Malaktion“, Long Island, New York
- 1998: „Übermalungen zu Arbeiten von Hans Baldung Grien“, Pforzheim
- 1999: „Das hat die Welt noch nicht gesehen“, Galerie mercator, Berlin
- 2000: Lukas-Kirche, Karlsruhe
- 2001: „Aktuelle Malerei aus Berlin“, Kulturring Berlin
- 2002: „Großartig“, Galerie mercator, Berlin
- 2003: „Stadtwandeln-Übermalungen von Ansichtskarten der Stadt Münster“, Stadtmuseum Münster
- 2006: „Begegnungen“, Stadtmuseum Wehr
- 2019: „Salonfähig“, LWL-Museum für Kunst und Kultur, Münster

## Bibliografie
- Andreas Helfer, Manifest-Integrative Malerei, Karlsruhe, 1982
- Andreas Helfer, Bilder und Malaktion, Ausstellungskatalog, Städtische Bühnen Münster, 1983
- Thomas Deecke, Künstlerkatalog Münster, 1984, ISBN 3-9801045-0-8
- Andreas Helfer, Malerei, Zeichnungen und Objekte, Torhaus Galerie, Münster, 1984
- Marius Babias, Übermalungen-Hans Baldung Grien, Kunstforum International/Bd. 99, 1989
- Bernd Finkeldey, Zusammengesetzte Begriffe, Andreas Helfer-Objekte, Ausstellungskatalog, Galerie januar, Bochum, 1990
- Andreas Mertin, Gerechtigkeit-Frieden-Bewahrung der Schöpfung, Ausstellungskatalog, Wehr-Öflingen, 1990, ISBN 3-87297-118-2
- Siegfried Müller, Andreas Helfer-Weltbilder, Ausstellungskatalog, St. Matthäus-Kirche, Berlin, 1991
- Ulrike Rein, Lebensspuren, Ausstellungskatalog, Hospitalhof Stuttgart, 1991
- Andreas Helfer, Kettenbild-Malerei und Zeichnungen, Ausstellungskatalog, Kunstverein Herford, 1991
- Siegfried Müller, Kunst und Norm, Ausstellungskatalog, DIN-Berlin, 1992, ISBN 3-410-12818-2
- Ulrike Rein, Das Kreuz als Zeichen in der Gegenwartskunst, Ausstellungskatalog, Hospitalhof Stuttgart, 1992
- Margrit Henne, Wege, Katalog, 1993, ISBN 3-87297-123-9
- Ulrike Rein, Der Neue Adam, Ausstellungskatalog, Haus der Kirche-Berlin, 1994, ISBN 3-9803567-1-X
- Andreas Helfer, Verwandlungen einer Linie, Ausstellungskatalog, Galerie mercator, Berlin, 1999
- Andreas Helfer, Axel Schollmeier, Stadtwandeln-Übermalungen von Ansichtskarten der Stadt Münster, Stadtmuseum Münster, 2003
- Thomas O.H. Kaiser, Begegnungen, Katalog, 2006, ISBN 3-00-018601-8
- Anna Luisa Walter/Jens Dirksen, Salonfähig, LWL-Museum für Kunst und Kultur, Münster, 2019